# Coniogramme madagascariensis
Coniogramme madagascariensis är en kantbräkenväxtart som beskrevs av Carl Frederik Albert Christensen. Coniogramme madagascariensis ingår i släktet Coniogramme och familjen Pteridaceae. Utöver nominatformen finns också underarten C. m. tripinnata.